# Can You Feel the Love Tonight
Can You Feel the Love Tonight (engl. für: „Kannst du heute Nacht die Liebe spüren“, in der deutschen Synchronisation „Kann es wirklich Liebe sein“ genannt) ist ein Lied aus dem Disney-Zeichentrickfilm Der König der Löwen von 1994, das auf dem zugehörigen Soundtrack The Lion King erschien. Es wurde von Elton John komponiert; den Songtext schrieb Tim Rice. Das Lied gewann 1995 den Oscar für den besten Filmsong.
Das Lied beschreibt die Beziehung zwischen der Hauptfigur Simba und seiner Jugendliebe Nala, die sich nach vielen Jahren wiedersehen, sowohl aus der Sicht der beiden als auch aus der Sicht von Simbas Freunden Pumbaa und Timon, die er nach der Flucht in den Dschungel kennenlernte.

## Inhalt und Fassungen
Das Lied wurde mit mehreren Texten veröffentlicht. Die Single-Fassung von Elton John wird vorwiegend im Rundfunk gespielt und ist die Fassung vom offiziellen Musikvideo. Der Text benützt viele Bilder und handelt von einem einsamen Kämpfer und Reisenden, der einen Augenblick der Ruhe mit seiner Liebsten sucht. Im Refrain fragt der Sänger, ob seine Liebste die Liebe spüren kann, die von diesem Augenblick ausgeht.
Die Fassung, die im Film und auch im Musical verwendet wird, verwendet – bis auf die titelgebende Zeile – einen grundlegend anderen Text. Die Filmfassung beginnt mit einer Art Dialog zwischen Timon und Pumba. Timon stellt erschrocken fest, dass Simba ihr Trio wohl verlassen wird, wenn er sich in Nala verliebt. Danach setzt die Erzählstimme ein und trägt den Refrain vor: 

“Can you feel the love tonight?

The peace the evening brings

The world, for once, in perfect harmony

With all its living things”

„Kannst du heute Nacht die Liebe spüren?

Den Frieden, den der Abend bringt

Die Welt, für einmal, in perfekter Harmonie

Mit all ihren lebenden Geschöpfen“

Nun beginnt ein Duett der Gedanken zwischen Simba und Nala. Simba, der überzeugt ist, der Mörder seines Vaters zu sein und deswegen nicht in seine Heimat zurückkehren kann, fragt sich, wie er das Nala erklären soll. Nala auf der anderen Seite spürt, dass er etwas verbirgt, findet aber den Schlüssel dazu nicht. Nach dem neuerlichen Refrain schließen Timon und Pumba das Lied ab und brechen in Tränen aus, weil die sorglose Zeit für Simba vorbei ist. 
Zur deutschen Synchronfassung des Filmes wurde auch eine deutsche Fassung des Liedes komponiert. Der Text dieser deutschen Singfassung orientiert sich an der englischen Filmfassung.

## Gesang in der Filmversion
| Rolle   | Originalversion | Deutsche Version |
| Simba   | Joseph Williams | Cusch Jung       |
| Nala    | Sally Dworsky   | Alexandra Wilcke |
| Pumbaa  | Ernie Sabella   | Rainer Basedow   |
| Timon   | Nathan Lane     | Ilja Richter     |
| Refrain | Kristle Edwards | Jocelyn B. Smith |

## Kommerzieller Erfolg

### Chartplatzierungen
| ChartsChartplatzierungen       | Höchstplatzierung | Wochen |
| ------------------------------ | ----------------- | ------ |
| Deutschland (GfK)              | 14 (26 Wo.)       | 26     |
| Österreich (Ö3)                | 4 (13 Wo.)        | 13     |
| Schweiz (IFPI)                 | 10 (15 Wo.)       | 15     |
| Vereinigte Staaten (Billboard) | 4 (26 Wo.)        | 26     |
| Vereinigtes Königreich (OCC)   | 14 (9 Wo.)        | 9      |

| ChartsJahrescharts (1994)      | Platzierung |
| ------------------------------ | ----------- |
| Vereinigte Staaten (Billboard) | 18          |

| ChartsJahrescharts (1995) | Platzierung |
| ------------------------- | ----------- |
| Österreich (Ö3)           | 40          |

### Auszeichnungen für Musikverkäufe
| Land/Region                  | Auszeichnungen für Musikverkäufe (Land/Region, Auszeichnung, Verkäufe) | Verkäufe  |
| ---------------------------- | ---------------------------------------------------------------------- | --------- |
| Australien (ARIA)            | Gold                                                                   | 35.000    |
| Frankreich (SNEP)            | Silber                                                                 | 125.000   |
| Dänemark (IFPI)              | Gold                                                                   | 45.000    |
| Japan (RIAJ)                 | Gold                                                                   | 50.000    |
| Neuseeland (RMNZ)            | Platin                                                                 | 10.000    |
| Österreich (IFPI)            | Gold                                                                   | 25.000    |
| Schweden (IFPI)              | Platin                                                                 | 50.000    |
| Vereinigte Staaten (RIAA)    | Platin                                                                 | 1.000.000 |
| Vereinigtes Königreich (BPI) | Platin                                                                 | 600.000   |
| Insgesamt                    | 1× Silber · 4× Gold · 4× Platin ·                                      | 1.799.000 |

Hauptartikel: Elton John/Auszeichnungen für Musikverkäufe

### Auszeichnungen bei Musikpreisen
- 1995: Oscar für den „besten Song“
- 1995: Golden Globe Award für den „besten Filmsong“
- 1995 erhielt Elton John einen Grammy für „die beste Gesangsleistung eines Mannes in der Popmusik“ für seine Version von Can You Feel the Love Tonight

## Coverversionen
- 2011: Pietro Lombardi coverte den Song Can You Feel the Love Tonight für sein Debüt-Album Jackpot.